# معماری ویندوز NT

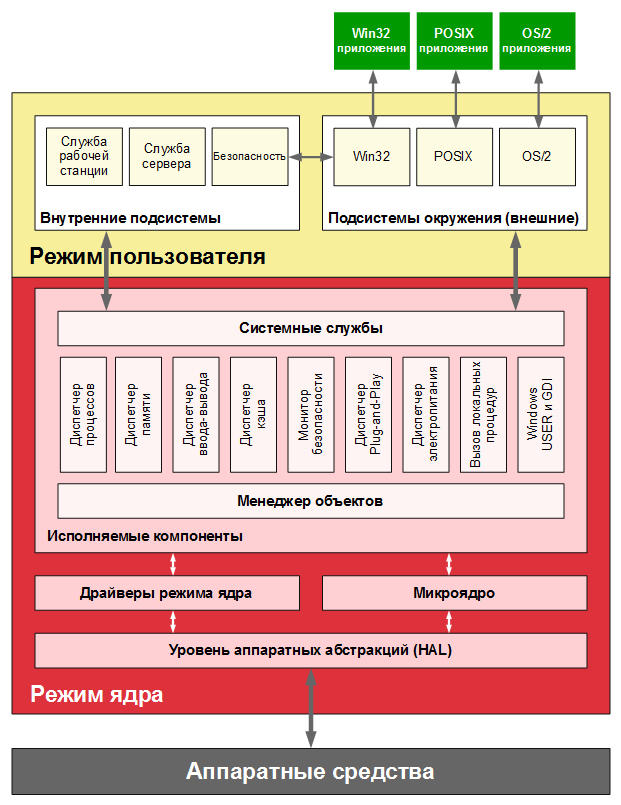
ویندوز nt

ویندوز NT طراحی لایه‌بندی شده دارد که شامل دو بخش می‌شود:
- فضای کاربر
- فضای هسته

ویندوز NT یک سیستم عامل قبضه شده و باز دُخولی است که طراحی شده تا با رایانه‌های تک-پردازنده (uniprocessor) و چند پردازنده (multiprocessor) کار کند.

## صفحات مرتبط
ویندوز NT